# Onomastus quinquenotatus
Onomastus quinquenotatus là một loài nhện trong họ Salticidae.
Loài này thuộc chi Onomastus. Onomastus quinquenotatus được Eugène Simon miêu tả năm 1900.